# Siège de Nivelles
Guerre de Quatre-Vingts Ans
Batailles
- Chronologie de la guerre de Quatre-Vingts Ans
- Valenciennes
- Austruweel
- Rheindalen
- Heiligerlee
- Jemmingen
- Jodoigne
- Brielle
- 1er Flessingue
- Malines
- Goes
- Mons
- Haarlem
- 2e Flessingue
- Borsele
- Zuiderzee
- Alkmaar
- Leyde
- Reimerswaal
- Mook
- Lillo
- Zierikzee
- 1er Anvers
- 1er Bréda
- Gembloux
- Rijmenam
- 1er Deventer
- Maastricht
- 2e Bréda
- Açores
- 2e Anvers
- 3e Anvers
- Boksum
- Zutphen
- 1er Berg-op-Zoom
- Gravelines
- 3e Bréda
- 2e Deventer
- Groningue
- Huy
- 1er Groenlo1
- 2e Groenlo
- Turnhout
- Nieuport
- Ostende
- L'Écluse
- 3e Groenlo
- Saint-Vincent
- Gibraltar
- Saint-Vincent (1621)
- 2e Berg-op-Zoom
- 4e Bréda
- 4e Groenlo
- Matanzas
- Bois-le-Duc
- Abrolhos
- Slaak
- Maastricht
- 5e Bréda
- Cabañas
- Calloo
- Les Downs
- Saint-Vincent (1641)
- Hulst
- Cavite

Le siège de Nivelles, qui a lieu du 8 au 12 mars 1578 durant la guerre de Quatre-Vingts Ans, oppose les troupes du colonel Joost de Soete, combattant pour les États-Généraux des Pays-Bas, à une armée espagnole commandée par Charles de Mansfeld, pour le compte de Philippe II, roi d'Espagne et souverain des Pays-Bas. Le siège s'achève par la victoire des Espagnols.
Cette opération a lieu à la suite de la victoire écrasante remportée par les Espagnols à Gembloux le 31 janvier.

## Contexte

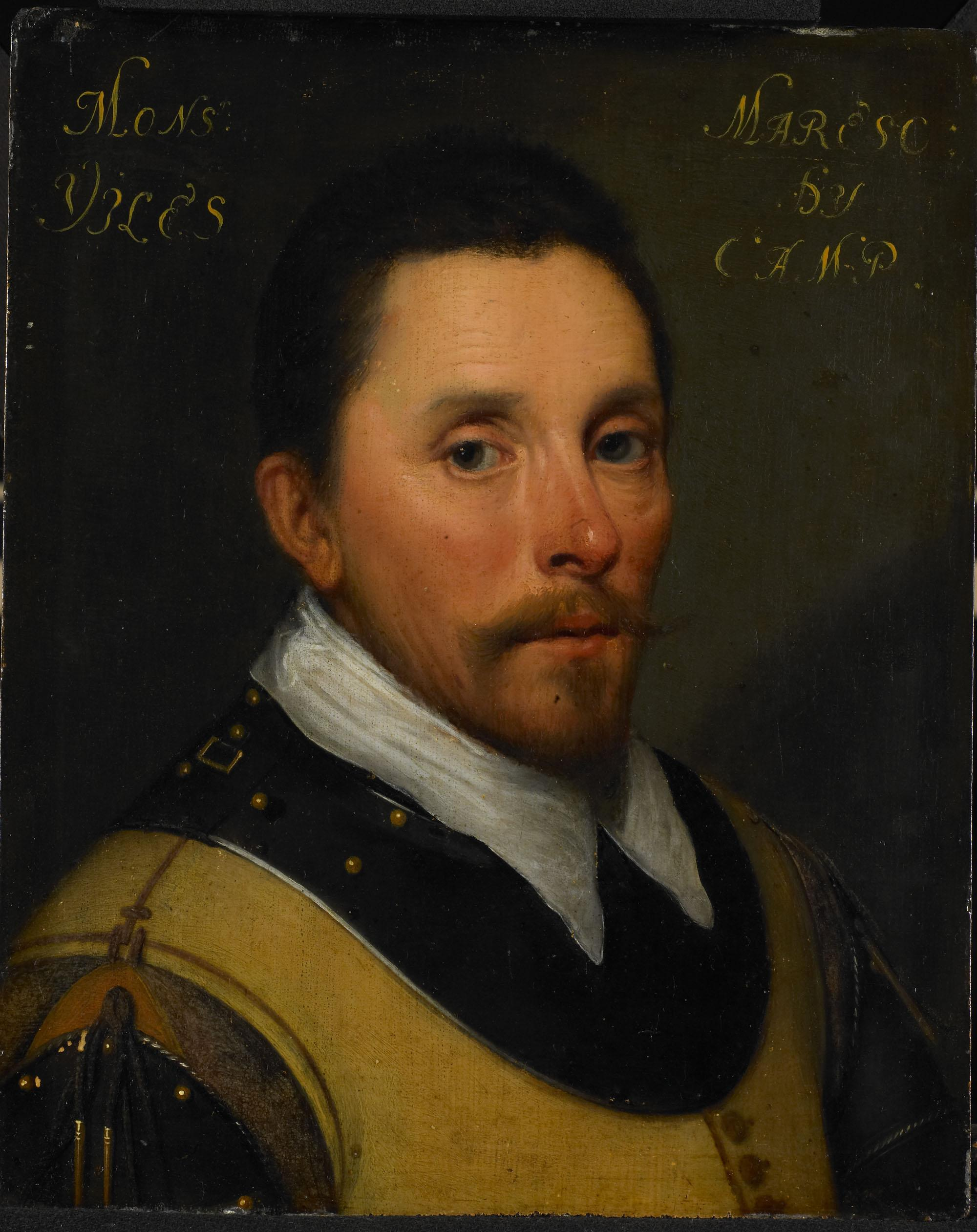
Joost de Soete, seigneur de Villers, commandant de la place de Nivelles

### Situation politique des Pays-Bas
À la fin de 1577, la situation dans les Dix-Sept provinces des Pays-Bas est complexe : le souverain, Philippe II, est représenté par le gouverneur général don Juan d'Autriche, son demi-frère, qui ne tient plus que les provinces de Namur et de Luxembourg, .
Le nord des Pays-Bas, en particulier les provinces de Hollande et de Zélande, est contrôlé par les insurgés, souvent calvinistes, dirigés par Guillaume d'Orange depuis 1568. 
À Bruxelles, capitale des Pays-Bas, le pouvoir est aux mains du Conseil d'État (duc d'Aerschot) et des États généraux, mais Guillaume d'Orange y a une grande influence : le 23 septembre, il fait une « Joyeuse Entrée » dans une ville qu'il a quittée en 1568, acclamé par la population comme le « père de la patrie ». Cependant, malgré ces bonnes relations, les catholiques cherchent d'autres appuis, notamment auprès de l'archiduc Matthias de Habsbourg, qui arrive aux Pays-Bas en novembre, s'installant à Anvers, ville tenue par Guillaume.
Au mois de décembre, les États généraux décident la révocation de tous les mandats confiés à don Juan d'Autriche par Philippe II et nomment Matthias gouverneur général. En janvier, ils font de Guillaume d'Orange son lieutenant. Le 18 janvier, Matthias entre à son tour à Bruxelles et prend ses fonctions.
Du côté des loyalistes, don Juan d'Autriche reçoit des renforts importants fournis par Philippe II (en partie des mercenaires), ainsi que l'appui de son neveu Alexandre Farnèse, qui arrive en personne le 18 décembre à Luxembourg.

### Situation militaire: Gembloux et ses suites
En décembre-janvier, les États généraux lancent une armée dans une offensive en direction de Namur. Mais cette armée, assez hétéroclite, au lieu d'attaquer rapidement, installe un camp dans la région de Gembloux, au nord de Namur. 
Lorsque les troupes espagnoles d'Alexandre Farnèse font mouvement vers le nord, les Néerlandais de Gembloux préfèrent effectuer un repli ; mais les Espagnols profitent de la situation et lancent une attaque de cavalerie qui met l'armée néerlandaise en déroute avec de lourdes pertes : c'est la bataille de Gembloux, une des plus importantes de la guerre.
Cette victoire inattendue permet à don Juan de prendre rapidement le contrôle de plusieurs places du Brabant, notamment Zichem, Tirlemont, Louvain, Aarschot et Diest, tandis qu'Alexandre Farnèse s'empare de trois villes. 
S'étant rejoints, ils prennent la direction de Nivelles, située au sud-ouest de Bruxelles, objectif stratégique, mais plus difficile à atteindre. 

## Le siège de Nivelles

### Les assauts
La ville est défendue par une garnison des États-Généraux, sous l'autorité du colonel Joost de Soete, seigneur de Villers. Elle est composée de six compagnies d'infanterie et de deux compagnies de cavalerie.
Don Juan ayant envoyé Charles de Mansfeld en éclaireur, la ville est bombardée et attaquée à deux reprises, mais ces assauts, menés d'ailleurs par des soldats français, sont repoussés par de Soete. 
L'arrivée du gros de l'armée change la situation : huit canons qui bombardent sans relâche les murs de la ville, jusqu'à la création d'une brèche. Quatre assaut espagnols sont lancés et repoussés, mais la situation des assiégés devient intenable. 
Le prince d'Orange, au courant de cette situation, leur permet de demander une reddition honorable. 

### La reddition
Tous les civils furent épargnés lors de la prise de la ville. Les soldats malades ou blessés furent autorisés à quitter la ville après leur guérison, mais le reste des soldats ne put emporter qu'une rapière au moment de quitter la ville.
Don Juan offrit les biens confisqués aux mercenaires français. Ces objets étaient stockés dans l'hôtel de ville. Cependant, lorsque les troupes françaises furent autorisées à les récupérer, une bagarre éclata. Un des soldats laissa chuter une mèche sur un baril de poudre, ce qui entraîna une forte explosion qui tua ou blessa cent-vingt soldats français.
Une mutinerie éclate chez les soldats d'origine allemande et don Juan a eu un peu de mal à la réduire.
Contrairement aux accords, les blessés qui étaient restés furent tous exécutés par la nouvelle garnison[réf. nécessaire]. 

## Suites
Après la prise de Nivelles, l'armée espagnole se dirige vers le nord du Brabant, mais est vaincue à Rijmenam. Elle se dirige ensuite vers Binche (Hainaut), où le siège est mis le 22 septembre. 
C'est alors que don Juan tombe malade et meurt le 1er octobre 1578 après avoir été ramené à Namur.
Alexandre Farnèse devient gouverneur général à sa place. 
Par la suite, de Soete sera nommé gouverneur du château de Bouchout (1580).